# Franska Tchad
Franska Tchad var en fransk koloni och en del av Franska Ekvatorialafrika. Större delen av kolonin utgör idag Tchad.
Kolonins huvudstad var Fort-Lamy och hade en areal på 1 902 221 km2, vilket var nästan hälften av Ekvatorialafrikas yta.

## Källa
- Franska Ekvatorialafrika i Nordisk familjebok (fjärde upplagan, 1951)